# Албанска дијаспора
Албанска дијаспора (алб. Mërgata Shqiptare или Diaspora Shqiptare) су етнички Албанци и њихови потомци који живе ван Албаније, јужне Србије, југоисточне Црне Горе, западне Северне Македоније, северозападне Грчке и јужне Италије.
Највеће заједнице албанске дијаспоре посебно се налазе у Италији, Аргентини, Грчкој, Румунији, Хрватској, Турској, Скандинавији, Немачкој, Швајцарској и САД. Друге важне заједнице у расту налазе се у Аустралији, Бразилу, Канади, Француској, Белгији, Новом Зеланду, Уједињеном Краљевству и Уједињеним Арапским Емиратима. Албанска дијаспора је велика и наставља да расте, а Албанци су сада присутни у значајном броју и у бројним другим земљама.

## Историја
Албанска дијаспора представља једну од највећих савремених дијаспора у Европи, са емиграцијом у сталном порасту. Многи савремени Албанци који припадају дијаспори одлучују да своју етничку припадност декларишу као своју националност, што се види у недовољном пријављивању етничких Албанаца у попису првенствено у Северној Америци, Јужној Америци и Океанији. Због тога што је албанска дијаспора велика, стара и сложена, многи Албанци у иностранству су се венчали, асимилирали или формирали транснационалне идентитете и заједнице. Ови разлози, између осталог, препреке су за утврђивање правог обима албанске дијаспоре и укупне популације.
После доласка комуниста на власт у Албанији након Другог светског рата, емиграција је забрањена, а кршења строго кажњена. Упркос томе, огроман број Албанаца је избегао на југ Србије (првенствено Косово и Метохију) и запад Северне Македоније. Истовремено, наталитет Албанаца у Албанији и Србији био је међу највишим у Европи, а привреде међу најслабијима (посебно под Хоџиним режимом), што је довело до огромног пораста броја младог становништва у оба региона и последично огромна потражња за емиграцијом када су границе отворене 1990-их. Стопа емиграције постепено се смањивала крајем 2000-их, са наглим порастом 2014/15.